# Koijärvi
Koijärvi est une ancienne municipalité du Kanta-Häme en Finlande,.

## Histoire
En 1969, la majeure partie de Koijärvi a rejoint Forssa et le reste a été absorbé par  Urjala.
Au 1er janvier 1968, la superficie de Koijärvi était de 174,5 km2 et au 31 janvier 1968 elle comptait 2 262 habitants.
Avant son découpage, les municipalités voisines de Koijärvi étaient Forssa au sud, Jokioinen au sud-ouest, Humppila à l'ouest, Urjala au nord et Tammela au sud-est.